# 大武俠時代
《大武俠時代》為古龍最後的武俠小說系列，由若干短篇小說組成。狹義上僅指《時報周刊》上連載之大武俠時代短篇系列三篇，為起初之義；廣義上包括《聯合報》上連載之短刀集四篇，為後起之義。範圍所以擴大，因為主要角色同為卜鷹、關二、諸葛太平、胡金袖、程小青、白荻、下五門聶家等人，遂在出版時整合為一個系列。

## 狹義上的《大武俠時代》
先由林清玄在〈時報週刊〉373期（1985年4月21日至4月27日）以〈敬酒罰酒都不吃〉（副標題：病後的古龍要創新武俠世界）引薦，其後374到388集共分十五次刊載。

### 獵鷹
大武俠時代短篇系列之一，連載於四月至五月，分四期刊完：
- 374期（1985年4月28日至5月4日），第77到79頁。開頭為〈高手〉，即萬盛本《獵鷹》前言。
- 375期（1985年5月5日至5月11日），第107到109頁
- 376期（1985年5月12日至5月18日），第97到99頁
- 377期（1985年5月19日至5月25日），第77到79頁

### 群狐
大武俠時代短篇系列之二，連載於五月至六月，分五期刊完：
- 378期（1985年5月26日至6月1日），第77到79頁。開頭為〈銅錢的兩面〉。
- 379期（1985年6月2日至6月8日），第107到109頁
- 380期（1985年6月9日至6月15日），第97到99頁
- 381期（1985年6月16日至6月22日），第77到79頁
- 382期（1985年6月23日至6月29日），第81到83頁

### 銀雕
大武俠時代短篇系列之三，連載於七月至八月，分六期刊完：
- 383期（1985年6月30日至7月6日），第81到83頁
- 384期（1985年7月7日至7月13日），第81到83頁
- 385期（1985年7月14日至7月20日），第83到85頁
- 386期（1985年7月21日至7月27日），第77到79頁
- 387期（1985年7月28日至8月3日），第83到85頁
- 388期（1985年8月4日至8月10日），第83到85頁

#### 對於《銀雕》的考證
銀雕的主角為卜鷹、程小青、金碎心、聶小蟲、聶小雀等人。由於玉郎出版社數年後歇業，當初印量也不大，萬盛又未出版銀雕，銀雕一篇幾告失傳，多數讀者、學者只知其名。2008年八月，讀者顧雪衣提供《銀雕、海神》一書，網友冰之火又於九月赴台北國家圖書館查得〈時報周刊〉上之連載，在古龍武俠論壇發表〈震撼彈！時報周刊上有銀雕！〉，銀雕在古龍生前連載、以古龍之名發表，遂告確立。

## 廣義上的《大武俠時代》
廣義上的大武俠時代涵蓋〈聯合報〉上之《短刀集》。前兩篇發表時間比時報周刊上的大武俠時代更早，追殺則和群狐時間重疊，海神和銀雕重疊，如下：
- （一）賭局：1985年3月1日至1985年3月16日
- （二）狼牙：1985年4月7日至1985年4月24日
- （三）追殺：1985年5月29日至1985年6月15日
- （四）海神：1985年7月20日至1985年8月8日

## 出版整合
付諸出版時，古龍和出版社將短刀集和原來的大武俠時代整合為廣義的大武俠時代，分為台、港兩個系統：
（一）台灣之萬盛出版社出版兩部作品。
- 大時代武俠故事之一《獵鷹》（1985.08）。包括獵鷹和群狐兩篇，內頁分別稱為大武俠時代之一、之二。
- 大時代武俠故事之二《賭局》（1985.11），即短刀集。內頁稱「短刀精粹故事」。

（二）香港之玉郎出版社出版三部作品。
- 大武俠時代之一《賭局、狼牙、追殺》（1985.10）。
- 大武俠時代之二《紫煙、群狐》（1985.12）。紫煙即獵鷹。
- 大武俠時代之三《銀雕、海神》（1985.12）。